# طريق الأمازون السريع
طريق الأمازون السريع (الاسم الرسمي بالبرتغالية: Rodovia Transamazônica، أما الإختصا: BR-230) تم البدأ في إنشاء الطريق في 27 سبتمبر 1972م. يبلغ طول الطريق 4000 كم مما يجعله ثالث أطول طريق سريع في البرازيل. يمر عبر سبع ولايات برازيلية، يبدأ من بلدة سابويرو حتى بلدة لابري.

## التاريخ
كان الهدف من إنشاء الطريق السريع هو دمج بعض المناطق البرازيلية مع بقية مناطق البلاد من جهة، ومن جهة أخرى مع كولومبيا والبيرو والإكوادور. كان الهدف الرئيسي الآخر للمشروع هو التخفيف من آثار الجفاف الذي يصيب المنطقة الشمالية الشرقية من البلاد من خلال توفير طريق لأراضي خالية إلى حد كبير في وسط الغابات المطيرة والتي يمكن تسويتها. كان من المخطط في الأصل أن يكون الطريق السريع المعبدة بالكامل بطول 5.200 كيلومتر، إلى أنه تم تعديل هذه الخطط بعد افتتاحه.
على وجه الخصوص نظرًا لارتفاع تكاليف البناء والأزمة المالية في البرازيل في أواخر سبعينيات القرن العشرين، لم يتم رصف سوى جزء من الطريق السريع من بدايته إلى 200 كيلومتر قبل بلدة مارابا. تسبب عدم وجود طريق منشأ بالكامل العديد من المشاكل. من الصعب للغاية السفر على امتداد الطرق غير المعبدة على الطريق السريع خلال موسم الأمطار في المنطقة المنشأ فيها الطريق بين أشهر أكتوبر ومارس. في موسم الأمطار غالبًا ما تتعطل السيارات في الطريق السيئ الإنشاء، وفي موسم الجفاف غالبًا ما توجد ثقوب في الطرق التي يتسبب في تلف المركبات.
بناء الطريق السريع كان صعبًا للغاية بسبب بُعد الموقع. كثيراً ما كان العمال الذين يقومون ببناء الطريق معزولين وبدون اتصال. تم استخدام تقنيات وإجراءات قاسية تطورت أثناء بناء طريق بليم برازيليا السريع (BR-153). تخطط الحكومة البرازيلية لتمهيد الطريق السريع بأكمله. اعتبارًا من ديسمبر 2009 كانت عملية الرصف جارية بين مدينة روروبوليس وإيتيتوبا ومن الشمال إلى سانتاريم. سيؤدي ذلك إلى ربط مزارع الصويا بطرق النقل بالشاحنات البرية إلى الجنوب من البرازيل. تم إهمال الطريق دون بناء ورصف عند نقاط أبعد إلى الغرب من إيتيتوبا، وفي بعض الأحيان يضيق الطريق إلى حوالي مترين. يتم الوصول إلى مواقع البناء في الغالب بواسطة الطائرات الصغيرة باستخدام مهابط الطائرات المؤقتة والقوارب. يمكن رؤية معدات البناء وهي تعبر الطريق شرقًا وغربًا وهي تجلب الحصى والرمل للتحضير لعمليات الرصف.

## إزالة الغابات والحفاظ عليها
تسبب الطريق بشكل غير مباشر في إزالة الغابات في البرازيل، لأن الطريق جعل نقل الأخشاب أسهل. توضح صور الأقمار الصناعية كيف زاد الطرق من إزالة الغابات. فرع الطرق الموصل بشكل عمودي قبالة الطريق BR-230 أتاح تغلغل أعمق في مناطق الغابة المحيطة. في الأصل كان الطريق لفتح الأراضي للزراعة من قبل المستوطنين، وكان شعار الحكومة «الأرض بدون رجال للرجال دون الأرض» تم صياغته لوصف تطور منطقة الأمازون. ومع ذلك استخدم من يقطع الأشجار هذا الطريق لزيادة إزالة الغابات المحيطة.
تم إنشاء وحدات صيانة متنوعة على طول الطريق السريع في محاولة لوقف إزالة الغابات أو لإدارة الغابات بشكل مستدام. في الجزء الغربي من بلدة لابري إلى بلدة هومايتا تقع محمية مابينغواري الوطنية، وهي محمية بالكامل تقع جنوب الطريق السريع أما غابات بيلاتا توفاري الوطنية ذات الاستخدام المستدام تقع في الشمال. تقع غابة هوميتا الوطنية في هيمايتا إلى الجنوب من الطريق السريع، ثم متنزه كامبوس أمازنيكوس الوطني ومتنزه جروينا الوطني.